# 纳达亚克
纳达亚克（法語：Nadaillac，法語發音：[nadajak]）是法国多尔多涅省的一个市镇，属于萨拉拉卡内达区。

## 地理
纳达亚克（45°2'20"N, 1°23'52"E）面积26.9 平方千米，位于法国新阿基坦大区多爾多涅省，该省份为法国西南部内陆省份，是法國本土面积第三大的省，大致对应佩里戈尔地区，北起顺时针与夏朗德省、上维埃纳省、科雷兹省、洛特省、洛特-加龙省、吉倫特省和滨海夏朗德省接壤。
与纳达亚克接壤的市镇（或旧市镇、城区）包括：沙尔特里耶-费里耶尔、博雷兹、埃斯蒂瓦勒、莱科托佩里古尔丹、拉多尔纳克、雅亚克、日尼亚克。

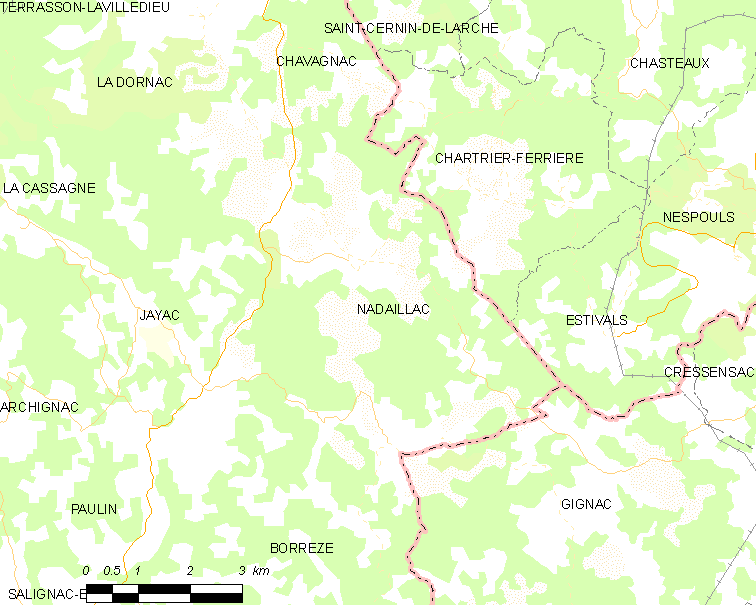
纳达亚克的OSM定位图

纳达亚克的时区为UTC+01:00、UTC+02:00（夏令时）。

## 行政
纳达亚克的邮政编码为24590，INSEE市镇编码为24301。

## 政治
纳达亚克所属的省级选区为泰拉松-拉维勒迪约县。

## 人口

1962-2008年间纳达亚克人口变化图示

纳达亚克于2022年1月1日时的人口数量为376人。